# Fudbalski Klub Željezničar
Il Fudbalski Klub Željezničar (cirillico serbo: Фудбалски клуб Жељезничap Сарајево, "club calcistico ferrovieri"), noto come Željezničar (per i tifosi come Željo), è una società calcistica bosniaca con sede nella città di Sarajevo. Milita nella Permijer Liga, la massima divisione del campionato bosniaco di calcio.
Fondata nel 1921 da un gruppo di ferrovieri (da cui il nome), nella sua storia si è aggiudicato un campionato jugoslavo nella stagione 1971-1972. Nelle coppe europee conta una partecipazione alla Coppa dei Campioni (nel 1972-1973, eliminato al primo turno dal Derby County), mentre il miglior risultato ottenuto è la semifinale nella Coppa UEFA 1984-1985, dove fu sconfitto dagli ungheresi del Videoton.
La società si posiziona all'ottavo posto nella classifica perpetua della Prva Liga Jugoslava. Nel 2013 vince il suo sesto campionato nazionale.
Disputa le partite interne allo stadio Grbavica di Sarajevo.

## Colori
Nella tradizione dell'Europa orientale il blu è il colore delle ferrovie. Per questo motivo i fondatori del club, un gruppo di ferrovieri, decisero di stabilire il blu come colore sociale.
Invece le divise cambiarono più volte nel corso degli anni: per alcune stagioni furono azzurre, per altre blu, per altre blu scuro come nello stemma. È capitata anche la combinazione blu-azzurro a strisce verticali, e nella stagione 1999-2000 le strisce furono orizzontali. L'unica stagione senza traccia di blu nelle divise è quella del 2002-2003, quando le maglie divennero di color grigio scuro. Le divise per la trasferta sono sempre state di colore bianco.
Sul lato sinistro delle maglie, in posizione del cuore, è situato lo stemma. Sin dalla fondazione, gli elementi che lo costituiscono sono un pallone, le ali e il simbolo delle ferrovie. Altri elementi furono aggiunti o cambiati diverse volte; ad esempio, il cerchio fu annesso negli anni novanta, e dal 1945 al 1992 una stella rossa a cinque punte era posta al posto del pallone. L'ultimo cambiamento dello stemma risale al 2000.

## Tifosi

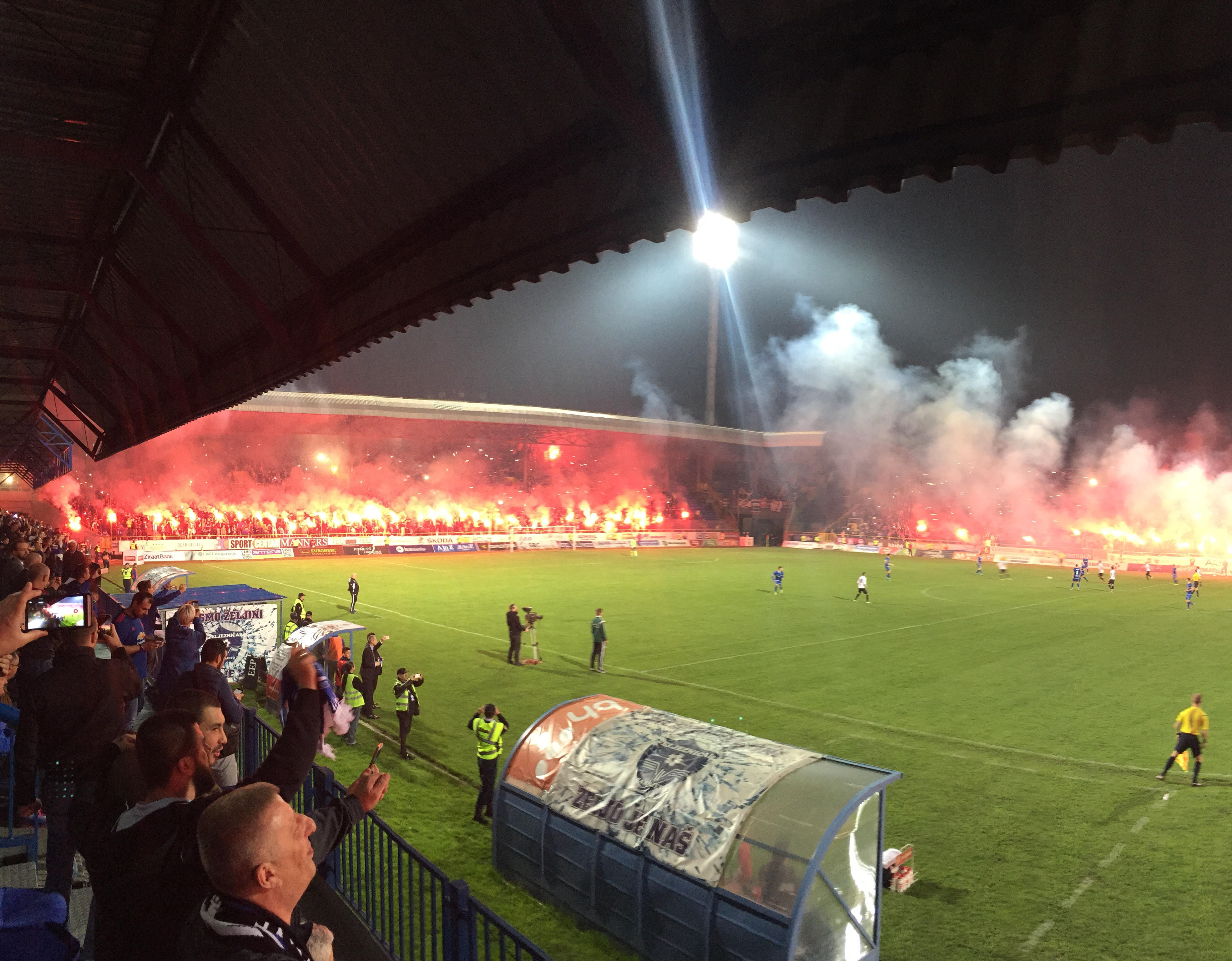
Tifosi dello Željezničar

Il principale gruppo di supporto del FK Željezničar è chiamato Manijaci ("maniaci"). Ci sono anche sottogruppi come Blue Tigers, Union Union, Corpo Urbano, Stari Grad e Vendetta.
Nella cultura popolare, Stole Anđelović (Stole iz Bora) - un appassionato supporter del club di Bor, è diventato famoso per aver viaggiato oltre 450 km per decenni (oltre 40 anni) per partecipare alla maggior parte delle partite in casa del FK Željezničar Sarajevo ed è stato un sostenitore di lunga data della squadra nazionale jugoslava e fan di Ivica Osim.

## Presidenti
- Hinko Tegzeš
- Ljubo Gospodnetić
- Tadija Živković
- Drago Matulić
- Dušan Savić
- Pavle Bašić
- Ljubiša Veselinović
- Vidak Bulajić
- Halid Topić
- Josip Vranešić
- Gojko Pobrić
- Miladin Draškić
- Radoslav Škobić
- Božidar Čalović
- Omer Topuzović
- Nusret Mahić

- Hamdija Omanović
- Anto Sučić
- Nedjeljko Stipić
- Subhija Karamehić
- Božo Bevanda
- Hajrudin Čengić
- Esad Ibrahimović
- Nedžad Branković
- Kemal Kozarić
- Redžad Ćatić
- Sabahudin Žujo
- Faruk Telibećirović
- Narcis Džumhur
- Samir Landžo
- Mladen Grubešić

## Palmarès

### Competizioni nazionali
- Campionato jugoslavo: 1

1971-1972
- 2. Savezna liga: 3

1956-1957 (II Zona A), 1961-1962 (girone ovest), 1977-1978 (girone ovest)
- Republička liga Bosne i Hercegovine: 2

1946, 1948-1949
- Campionato bosniaco: 6

1997-1998, 2000-2001, 2001-2002, 2009-2010, 2011-2012, 2012-2013
- Coppa di Bosnia: 6

1999-2000, 2000-2001, 2002-2003, 2010-2011, 2011-2012, 2017-2018
- Nogometni kup Federacije Bosne i Hercegovine: 1

1999-2000

### Altri piazzamenti
- Campionato jugoslavo:

Secondo posto: 1970-1971
Terzo posto: 1962-1963, 1983-1984
- Kup Maršala Tita:

Finalista: 1980-1981
Semifinalista: 1973, 1974, 1991-1992
- Kup prvoligaša:

Finalista: 1971-1972
- 2. Savezna liga:

Secondo posto: 1953-1954, 1960-1961 (girone ovest)
- Campionato bosniaco:

Secondo posto: 2002-2003, 2003-2004, 2004-2005, 2014-2015, 2016-2017, 2017-2018, 2019-2020
Terzo posto: 2010-2011, 2022-2023
- Coppa di Bosnia:

Finalista: 1996-1997, 2001-2002, 2009-2010
Semifinalista: 1998-1999, 2005-2006, 2007-2008, 2019-2020, 2022-2023, 2024-2025
- Coppa UEFA:

Semifinalista: 1984-1985
- Coppa Mitropa:

Semifinalista: 1963, 1968-1969

## Organico

### Rosa 2024-2025
| N. |                                 | Ruolo | Calciatore          |
| -- | ------------------------------- | ----- | ------------------- |
| 2  | Bosnia ed Erzegovina (bandiera) | D     | Luka Malić          |
| 3  | Bosnia ed Erzegovina (bandiera) | D     | Branimir Vištica    |
| 4  | Croazia (bandiera)              | C     | Mate Crnčević       |
| 5  | Bosnia ed Erzegovina (bandiera) | D     | Aleksandar Kosorić  |
| 6  | Bosnia ed Erzegovina (bandiera) | D     | Hasan Jahić         |
| 7  | Bosnia ed Erzegovina (bandiera) | C     | Sedad Subašić       |
| 8  | Bosnia ed Erzegovina (bandiera) | C     | Mustafa Mujezinović |
| 9  | Bosnia ed Erzegovina (bandiera) | A     | Luka Juričić        |
| 10 | Bosnia ed Erzegovina (bandiera) | A     | Ermin Zec           |
| 11 | Croazia (bandiera)              | A     | Bruno Zdunić        |
| 13 | Bosnia ed Erzegovina (bandiera) | P     | Vedad Muftić        |
| 15 | Bosnia ed Erzegovina (bandiera) | D     | Benjamin Šehić      |
| 16 | Bosnia ed Erzegovina (bandiera) | C     | Haris Hajdarević    |
| 17 | Bosnia ed Erzegovina (bandiera) | D     | Denis Kovačević     |
| 18 | Bosnia ed Erzegovina (bandiera) | A     | Damir Hrelja        |

| N. |                                 | Ruolo | Calciatore              |
| -- | ------------------------------- | ----- | ----------------------- |
| 19 | Bosnia ed Erzegovina (bandiera) | D     | Amar Drina              |
| 21 | Croazia (bandiera)              | D     | Ante Blažević           |
| 22 | Bosnia ed Erzegovina (bandiera) | C     | Petar Bojo              |
| 23 | Bosnia ed Erzegovina (bandiera) | C     | Omar Beća               |
| 24 | Bosnia ed Erzegovina (bandiera) | C     | Nedim Mekić             |
| 25 | Bosnia ed Erzegovina (bandiera) | C     | Ognjen Stjepanović      |
| 26 | Bosnia ed Erzegovina (bandiera) | C     | Faruk Duraković         |
| 27 | Bosnia ed Erzegovina (bandiera) | C     | Hamza Gasal             |
| 28 | Bosnia ed Erzegovina (bandiera) | A     | Hamza Jaganjac          |
| 29 | Bosnia ed Erzegovina (bandiera) | C     | Ardonis Mućaj           |
| 31 | Bosnia ed Erzegovina (bandiera) | A     | David Grubešić          |
| 32 | Bosnia ed Erzegovina (bandiera) | D     | Amar Musić              |
| 40 | Croazia (bandiera)              | P     | Josip Bender            |
| 90 | Bosnia ed Erzegovina (bandiera) | C     | Samir Bekrić (capitano) |
| 92 | Bosnia ed Erzegovina (bandiera) | P     | Nikola Milićević        |

### Rosa 2023-2024
| N. |                                 | Ruolo | Calciatore          |
| -- | ------------------------------- | ----- | ------------------- |
| 2  | Bosnia ed Erzegovina (bandiera) | D     | Luka Malić          |
| 3  | Bosnia ed Erzegovina (bandiera) | D     | Branimir Vištica    |
| 4  | Croazia (bandiera)              | C     | Mate Crnčević       |
| 5  | Bosnia ed Erzegovina (bandiera) | D     | Aleksandar Kosorić  |
| 6  | Bosnia ed Erzegovina (bandiera) | D     | Hasan Jahić         |
| 7  | Bosnia ed Erzegovina (bandiera) | C     | Sedad Subašić       |
| 8  | Bosnia ed Erzegovina (bandiera) | C     | Mustafa Mujezinović |
| 9  | Bosnia ed Erzegovina (bandiera) | A     | Luka Juričić        |
| 10 | Bosnia ed Erzegovina (bandiera) | A     | Ermin Zec           |
| 11 | Croazia (bandiera)              | A     | Bruno Zdunić        |
| 13 | Bosnia ed Erzegovina (bandiera) | P     | Vedad Muftić        |
| 15 | Bosnia ed Erzegovina (bandiera) | D     | Benjamin Šehić      |
| 16 | Bosnia ed Erzegovina (bandiera) | C     | Haris Hajdarević    |
| 17 | Bosnia ed Erzegovina (bandiera) | D     | Denis Kovačević     |
| 18 | Bosnia ed Erzegovina (bandiera) | A     | Damir Hrelja        |

| N. |                                 | Ruolo | Calciatore              |
| -- | ------------------------------- | ----- | ----------------------- |
| 19 | Bosnia ed Erzegovina (bandiera) | D     | Amar Drina              |
| 21 | Croazia (bandiera)              | D     | Ante Blažević           |
| 22 | Bosnia ed Erzegovina (bandiera) | C     | Petar Bojo              |
| 23 | Bosnia ed Erzegovina (bandiera) | C     | Omar Beća               |
| 24 | Bosnia ed Erzegovina (bandiera) | C     | Nedim Mekić             |
| 25 | Bosnia ed Erzegovina (bandiera) | C     | Ognjen Stjepanović      |
| 26 | Bosnia ed Erzegovina (bandiera) | C     | Faruk Duraković         |
| 27 | Bosnia ed Erzegovina (bandiera) | C     | Hamza Gasal             |
| 28 | Bosnia ed Erzegovina (bandiera) | A     | Hamza Jaganjac          |
| 29 | Bosnia ed Erzegovina (bandiera) | C     | Ardonis Mućaj           |
| 31 | Bosnia ed Erzegovina (bandiera) | A     | David Grubešić          |
| 32 | Bosnia ed Erzegovina (bandiera) | D     | Amar Musić              |
| 40 | Croazia (bandiera)              | P     | Josip Bender            |
| 90 | Bosnia ed Erzegovina (bandiera) | C     | Samir Bekrić (capitano) |
| 92 | Bosnia ed Erzegovina (bandiera) | P     | Nikola Milićević        |

### Rosa 2022-2023
| N. |                                 | Ruolo | Calciatore          |
| -- | ------------------------------- | ----- | ------------------- |
| 2  | Bosnia ed Erzegovina (bandiera) | D     | Luka Malić          |
| 3  | Bosnia ed Erzegovina (bandiera) | D     | Branimir Vištica    |
| 4  | Croazia (bandiera)              | C     | Mate Crnčević       |
| 5  | Bosnia ed Erzegovina (bandiera) | D     | Aleksandar Kosorić  |
| 6  | Bosnia ed Erzegovina (bandiera) | D     | Hasan Jahić         |
| 7  | Bosnia ed Erzegovina (bandiera) | C     | Sedad Subašić       |
| 8  | Bosnia ed Erzegovina (bandiera) | C     | Mustafa Mujezinović |
| 9  | Bosnia ed Erzegovina (bandiera) | A     | Luka Juričić        |
| 10 | Bosnia ed Erzegovina (bandiera) | A     | Ermin Zec           |
| 11 | Croazia (bandiera)              | A     | Bruno Zdunić        |
| 13 | Bosnia ed Erzegovina (bandiera) | P     | Vedad Muftić        |
| 15 | Bosnia ed Erzegovina (bandiera) | D     | Benjamin Šehić      |
| 16 | Bosnia ed Erzegovina (bandiera) | C     | Haris Hajdarević    |
| 17 | Bosnia ed Erzegovina (bandiera) | D     | Denis Kovačević     |
| 18 | Bosnia ed Erzegovina (bandiera) | A     | Damir Hrelja        |

| N. |                                 | Ruolo | Calciatore              |
| -- | ------------------------------- | ----- | ----------------------- |
| 19 | Bosnia ed Erzegovina (bandiera) | D     | Amar Drina              |
| 21 | Croazia (bandiera)              | D     | Ante Blažević           |
| 22 | Bosnia ed Erzegovina (bandiera) | C     | Petar Bojo              |
| 23 | Bosnia ed Erzegovina (bandiera) | C     | Omar Beća               |
| 24 | Bosnia ed Erzegovina (bandiera) | C     | Nedim Mekić             |
| 25 | Bosnia ed Erzegovina (bandiera) | C     | Ognjen Stjepanović      |
| 26 | Bosnia ed Erzegovina (bandiera) | C     | Faruk Duraković         |
| 27 | Bosnia ed Erzegovina (bandiera) | C     | Hamza Gasal             |
| 28 | Bosnia ed Erzegovina (bandiera) | A     | Hamza Jaganjac          |
| 29 | Bosnia ed Erzegovina (bandiera) | C     | Ardonis Mućaj           |
| 31 | Bosnia ed Erzegovina (bandiera) | A     | David Grubešić          |
| 32 | Bosnia ed Erzegovina (bandiera) | D     | Amar Musić              |
| 40 | Croazia (bandiera)              | P     | Josip Bender            |
| 90 | Bosnia ed Erzegovina (bandiera) | C     | Samir Bekrić (capitano) |
| 92 | Bosnia ed Erzegovina (bandiera) | P     | Nikola Milićević        |

### Rosa 2021-2022
| N. |                                 | Ruolo | Calciatore          |
| -- | ------------------------------- | ----- | ------------------- |
| 2  | Bosnia ed Erzegovina (bandiera) | D     | Luka Malić          |
| 3  | Bosnia ed Erzegovina (bandiera) | D     | Branimir Vištica    |
| 4  | Croazia (bandiera)              | C     | Mate Crnčević       |
| 5  | Bosnia ed Erzegovina (bandiera) | D     | Aleksandar Kosorić  |
| 6  | Bosnia ed Erzegovina (bandiera) | D     | Hasan Jahić         |
| 7  | Bosnia ed Erzegovina (bandiera) | C     | Sedad Subašić       |
| 8  | Bosnia ed Erzegovina (bandiera) | C     | Mustafa Mujezinović |
| 9  | Bosnia ed Erzegovina (bandiera) | A     | Luka Juričić        |
| 10 | Bosnia ed Erzegovina (bandiera) | A     | Ermin Zec           |
| 11 | Croazia (bandiera)              | A     | Bruno Zdunić        |
| 13 | Bosnia ed Erzegovina (bandiera) | P     | Vedad Muftić        |
| 15 | Bosnia ed Erzegovina (bandiera) | D     | Benjamin Šehić      |
| 16 | Bosnia ed Erzegovina (bandiera) | C     | Haris Hajdarević    |
| 17 | Bosnia ed Erzegovina (bandiera) | D     | Denis Kovačević     |
| 18 | Bosnia ed Erzegovina (bandiera) | A     | Damir Hrelja        |

| N. |                                 | Ruolo | Calciatore              |
| -- | ------------------------------- | ----- | ----------------------- |
| 19 | Bosnia ed Erzegovina (bandiera) | D     | Amar Drina              |
| 21 | Croazia (bandiera)              | D     | Ante Blažević           |
| 22 | Bosnia ed Erzegovina (bandiera) | C     | Petar Bojo              |
| 23 | Bosnia ed Erzegovina (bandiera) | C     | Omar Beća               |
| 24 | Bosnia ed Erzegovina (bandiera) | C     | Nedim Mekić             |
| 25 | Bosnia ed Erzegovina (bandiera) | C     | Ognjen Stjepanović      |
| 26 | Bosnia ed Erzegovina (bandiera) | C     | Faruk Duraković         |
| 27 | Bosnia ed Erzegovina (bandiera) | C     | Hamza Gasal             |
| 28 | Bosnia ed Erzegovina (bandiera) | A     | Hamza Jaganjac          |
| 29 | Bosnia ed Erzegovina (bandiera) | C     | Ardonis Mućaj           |
| 31 | Bosnia ed Erzegovina (bandiera) | A     | David Grubešić          |
| 32 | Bosnia ed Erzegovina (bandiera) | D     | Amar Musić              |
| 40 | Croazia (bandiera)              | P     | Josip Bender            |
| 90 | Bosnia ed Erzegovina (bandiera) | C     | Samir Bekrić (capitano) |
| 92 | Bosnia ed Erzegovina (bandiera) | P     | Nikola Milićević        |

### Rosa 2018-2019
| N. |                                 | Ruolo | Calciatore        |
| -- | ------------------------------- | ----- | ----------------- |
| 1  | Bosnia ed Erzegovina (bandiera) | P     | Irfan Fejzić      |
| 2  | Serbia (bandiera)               | D     | Siniša Stevanović |
| 6  | Bosnia ed Erzegovina (bandiera) | A     | Asim Zec          |
| 7  | Croazia (bandiera)              | C     | Ivan Crnov        |
| 9  | Bosnia ed Erzegovina (bandiera) | C     | Sinan Ramović     |
| 11 | Serbia (bandiera)               | C     | Jovan Blagojević  |
| 13 | Bosnia ed Erzegovina (bandiera) | P     | Vedran Kjosevski  |

| N. |                                 | Ruolo | Calciatore            |
| -- | ------------------------------- | ----- | --------------------- |
| 15 | Bosnia ed Erzegovina (bandiera) | D     | Jadranko Bogičević    |
| 17 | Bosnia ed Erzegovina (bandiera) | C     | Goran Zakarić         |
| 18 | Bosnia ed Erzegovina (bandiera) | A     | Dženan Zajmović       |
| 20 | Bosnia ed Erzegovina (bandiera) | C     | Zajko Zeba (capitano) |
| 23 | Bosnia ed Erzegovina (bandiera) | A     | Stevo Nikolić         |
| 27 | Bosnia ed Erzegovina (bandiera) | D     | Kemal Osmanković      |

### Rosa 2013-2014
| N. |                                 | Ruolo | Calciatore        |
| -- | ------------------------------- | ----- | ----------------- |
| 1  | Bosnia ed Erzegovina (bandiera) | P     | Adnan Hadžić      |
| 2  | Bosnia ed Erzegovina (bandiera) | D     | Elvir Čolić       |
| 3  | Bosnia ed Erzegovina (bandiera) | D     | Josip Kvesić      |
| 4  | Bosnia ed Erzegovina (bandiera) | A     | Danijal Brković   |
| 5  | Bosnia ed Erzegovina (bandiera) | D     | Semir Kerla       |
| 6  | Bosnia ed Erzegovina (bandiera) | D     | Asim Škaljić      |
| 7  | Bosnia ed Erzegovina (bandiera) | C     | Sead Bučan        |
| 8  | Bosnia ed Erzegovina (bandiera) | C     | Nermin Zolotić    |
| 11 | Bosnia ed Erzegovina (bandiera) | C     | Srđan Stanić      |
| 13 | Bosnia ed Erzegovina (bandiera) | P     | Vedran Kjosevski  |
| 15 | Bosnia ed Erzegovina (bandiera) | A     | Armin Hodžić      |
| 16 | Bosnia ed Erzegovina (bandiera) | A     | Vernes Selimović  |
| 17 | Bosnia ed Erzegovina (bandiera) | D     | Benjamin Čolić    |
| 18 | Bosnia ed Erzegovina (bandiera) | D     | Emrah Hasanhodžić |

| N. |                                 | Ruolo | Calciatore       |
| -- | ------------------------------- | ----- | ---------------- |
| 19 | Bosnia ed Erzegovina (bandiera) | C     | Enis Sadiković   |
| 20 | Bosnia ed Erzegovina (bandiera) | C     | Damir Sadiković  |
| 21 | Serbia (bandiera)               | D     | Mladen Zeljković |
| 23 | Bosnia ed Erzegovina (bandiera) | C     | Muamer Svraka    |
| 24 | Bosnia ed Erzegovina (bandiera) | C     | Nermin Jamak     |
| 25 | Croazia (bandiera)              | C     | Tomislav Tomić   |
| 26 | Bosnia ed Erzegovina (bandiera) | A     | Dženan Zajmović  |
| 27 | Croazia (bandiera)              | P     | Filip Lončarić   |
| 37 | Bosnia ed Erzegovina (bandiera) | A     | Riad Bajić       |
| 44 | Bosnia ed Erzegovina (bandiera) | C     | Eldar Hasanović  |
| 85 | Macedonia del Nord (bandiera)   | D     | Yani Urdinov     |
|    | Bosnia ed Erzegovina (bandiera) | D     | Safet Nadarević  |
|    | Bosnia ed Erzegovina (bandiera) | D     | Faris Fejzić     |

### Rosa 2012-2013
| N. |                                 | Ruolo | Calciatore                 |
| -- | ------------------------------- | ----- | -------------------------- |
| 1  | Bosnia ed Erzegovina (bandiera) | P     | Adnan Gušo                 |
| 2  | Bosnia ed Erzegovina (bandiera) | D     | Elvir Čolić                |
| 3  | Bosnia ed Erzegovina (bandiera) | D     | Josip Kvesić               |
| 4  | Bosnia ed Erzegovina (bandiera) | A     | Danijal Brković            |
| 5  | Bosnia ed Erzegovina (bandiera) | D     | Semir Kerla                |
| 6  | Bosnia ed Erzegovina (bandiera) | D     | Jadranko Bogičević         |
| 7  | Bosnia ed Erzegovina (bandiera) | C     | Sulejman Smajić            |
| 8  | Bosnia ed Erzegovina (bandiera) | C     | Nermin Zolotić             |
| 9  | Bosnia ed Erzegovina (bandiera) | A     | Eldin Adilović             |
| 10 | Bosnia ed Erzegovina (bandiera) | C     | Zajko Zeba (vice capitano) |
| 11 | Bosnia ed Erzegovina (bandiera) | C     | Srđan Stanić               |
| 12 | Bosnia ed Erzegovina (bandiera) | P     | Elvis Karić                |
| 14 | Bosnia ed Erzegovina (bandiera) | A     | Mirsad Ramić               |

| N. |                                 | Ruolo | Calciatore                |
| -- | ------------------------------- | ----- | ------------------------- |
| 16 | Bosnia ed Erzegovina (bandiera) | A     | Vernes Selimović          |
| 17 | Bosnia ed Erzegovina (bandiera) | D     | Benjamin Čolić            |
| 18 | Bosnia ed Erzegovina (bandiera) | D     | Josip Ćutuk               |
| 19 | Bosnia ed Erzegovina (bandiera) | D     | Velibor Vasilić           |
| 20 | Bosnia ed Erzegovina (bandiera) | C     | Mirsad Bešlija (capitano) |
| 21 | Giappone (bandiera)             | C     | Eishun Yoshida            |
| 22 | Bosnia ed Erzegovina (bandiera) | P     | Semir Bukvić              |
| 23 | Bosnia ed Erzegovina (bandiera) | C     | Muamer Svraka             |
| 24 | Bosnia ed Erzegovina (bandiera) | C     | Nermin Jamak              |
| 25 | Croazia (bandiera)              | C     | Tomislav Tomić            |
| 29 | Bosnia ed Erzegovina (bandiera) | A     | Šaban Pehilj              |
| 30 | Croazia (bandiera)              | P     | Marijan Antolović         |
| 90 | Bosnia ed Erzegovina (bandiera) | C     | Samir Bekrić              |